# Stefan Halper
Stefan A. Halper (n. 4 iunie 1944) este un specialist american în politică externă și profesor la Universitatea din Cambridge. A fost funcționar guvernamental la Casa Albă în timpul administrațiilor Nixon, Ford și Reagan și s-a spus că ar fi fost însărcinat cu operațiunea de spionaj desfășurată cu ajutorul CIA în timpul campaniei prezidențiale a lui Ronald Reagan din 1980, care a devenit cunoscută sub numele „Debategate”. În cei câțiva zeci de ani cât a lucrat pentru CIA, Halper a avut legături strânse cu familia Bush. Prin intermediul activității lui cu Sir Richard Billing Dearlove el a avut legături cu serviciul secret de informații britanic MI6.
Halper a acționat ca informator secret al FBI în investigarea amestecului Rusiei în alegerile prezidențiale din SUA din 2016 și a fost un personaj important în teoria conspirației Spygate.

## Educație
Halper a absolvit Universitatea Stanford în 1967. El a obținut titlul de doctor al Universitatea din Oxford în 1971. A fost numit director de studii americane la Departamentul de Politică și Studii Internaționale al Universității Cambridgeîn anul 2001. El a obținut un al doilea doctorat la Universitatea din Cambridge în 2004.

## Cariera
Halper și-a început cariera de funcționar guvernamental în 1971 ca membru al consiliului consultativ United States Domestic Policy Council, aflat în subordinea Biroului Executiv al președintelui SUA, servind în această calitate până în 1973. A lucrat apoi în Biroul prezidențial pentru Administrație și Buget până în 1974, când a devenit asistent al șefului de personal al Casei Albe unde s-a ocupat cu o serie de chestiuni de politică internă și internațională. În acest timp, Halper a lucrat ca asistent a trei șefi de personal: Alexander Haig, Donald Rumsfeld și Dick Cheney. El a deținut această poziție până în 20 ianuarie 1977.
În 1977 Halper a devenit consilier special al Comitetului Economic Mixt al Congresului (United States Congress Joint Economic Committee) și asistent legislativ al senatorului William Roth (R-Del.). În 1979 a devenit director pe probleme de politică națională al campaniei prezidențiale a lui George H. W. Bush și apoi, în 1980, director de coordonare a politicilor pentru campania prezidențială Reagan - Bush.
Halper a jucat un rol central în scandalul din timpul alegerilor prezidențiale din 1980, scandal ce a izbucnit la câțiva ani după victoria lui Reagan asupra lui Carter. Numele lui Halper a apărut în investigarea din 1983/1984 a afacerii Debategate, care a fost un scandal de spionaj în care Agenția Centrală de Informații (CIA) a transmis informații secrete despre politica externă a administrației Carter către coordonatorii campaniei lui Reagan cu scopul ca asistenții lui Reagan să cunoască orice decizie de politică externă pe care Carter intenționa să o adopte (spre exemplu, în criza ostaticilor din Iran). Funcționarii asdministrației Reagan citați de The New York Times au afirmat că Halper a fost „persoana responsabilă” cu această operațiune. Halper a susținut că raportul era „pur și simplu neadevărat”.
În 1983 agenția de presă United Press International a sugerat că cel care l-a împins pe Halper în această operațiune a fost candidatul la postul de vicepreședinte, fostul director al CIA George H. W. Bush, care a lucrat cu socrul lui Halper, fostul director adjunct al CIA Ray Cline. După ce Reagan a ajuns la Casa Albă, Halper a devenit adjunct al asistentului secretarului de stat pentru afaceri politico-militare. După ce a părăsit această funcție în 1984, a rămas consilier superior la Departamentul Apărării și consilier superior la Departamentul Justiției până în 2001.
Din 1984 până în 1990 Halper a fost președinte și acționar majoritar al Palmer National Bank of Washington, D.C., al National Bank of Northern Virginia și al George Washington National Bank. Palmer National Bank a fost folosit pentru transferul de bani în conturile din băncile elvețiene controlate de Oliver North, membru al Consiliului Național de Securitate și un apropiat al Casei Albe.
Din 1986 până în 2000 Halper a scris mai multe articole pentru un săptămânal orientat pe securitatea națională și politica externă, care au fost preluate de mai multe ziare.

## Viața personală
Fosta soție a lui Halper, Alice Cline, este fiica unui fost director adjunct al CIA, Ray S. Cline.

## Cărți
Stefan Halper este coautor al bestsellerului America Alone: The Neo-Conservatives and the Global Order, publicată de Cambridge University Press în 2004 și, de asemenea, coautor al cărții The Silence of the Rational Center: Why American Foreign Policy is Failing (2007). În aprilie 2010, cartea sa The Beijing Consensus: Legitimizing Authoritarianism in Our Time a fost publicată editura Basic Books și a devenit la rândul ei un bestseller, fiind tradusă și publicată în Japonia, Taiwan, China, Coreea de Sud și Franța.